# Saliva
Saliva är ett amerikanskt hårdrocksband från Memphis (Tennessee) som varit aktivt sedan 1996. De har idag släppt 11 studioalbum och har gjort sig kända tack vare singlar som bland annat "Click Click Boom", "Always" och "Ladies and Gentlemen". Musikaliskt innehåller bandets stil inslag av alternativ metal, nu metal, postgrunge och rap metal.

## Medlemmar

### Nuvarande
- Bobby Amaru – sång (2011–)
- Sammi Bishop – trummor, slagverk (2022–)
- Brad Stewart - basgitarr (2015–2018, 2019–)

### Tidigare medlemmar
- Chris D'Abaldo – kompgitarr, bakgrundssång (1996–2005)
- Todd Poole – trummor, slagverk, bakgrundssång (1996–2000)
- Josey Scott – sång (1996–2011)
- Dave Novotny - basgitarr, bakgrundssång (1996–2015)
- Jonathan Montoya – kompgitarr (2007, 2014–2017)
- Brayden Parker – kompgitarr, bakgrundssång (2007–2011)
- Jonathan Montoya – kompgitarr (2007, 2014–2017)
- Damien Starkey – basgitarr, bakgrundssång (2018–2019)
- Paul Crosby – trummor, slagverk (2000–2018, 2019–2022)
- Wayne Swinny – gitarr, bakgrundssång (1996–2023, avliden 2023)

### Turnerande medlemmar
- Chris Hahn – kompgitarr (2005–2006)
- Jake Stutevoss – kompgitarr, bakgrundssång (2006–2007)
- Zach Myers – basgitarr (2004, 2005)
- Eric Bice – trummor och slagverk (2009, 2012)
- Tosha Jones – trummor och slagverk (2018–2019)

## Diskografi

### Studioalbum
- Saliva (1997)
- Every Six Seconds (2001)
- Back into Your System (2002)
- Survival of the Sickest (2004)
- Blood Stained Love Story (2007)
- Cinco Diablo (2008)
- Under Your Skin (2011)
- In It to Win It (2013)
- Rise Up (2014)
- Love, Lies & Therapy (2016)
- 10 Lives (2018)
- Revelation (2023)

### EP
- Ladies and Gentlemen Hit Pack (2007)

### Samlingsalbum
- Moving Forward in Reverse: Greatest Hits (2010)

### Singlar

#### Every Six Seconds(2001)
- "Your Disease"
- "Click Click Boom"
- "After Me"

#### Back into Your System(2002)
- "Always"
- "Rest in Pieces"
- "Raise Up"

#### Survival of the Sickest(2004)
- "Survival of the Sickest"
- "Razor's Edge"

#### Blood Stained Love Story(2007)
- "Ladies and Gentlemen"
- "Broken Sunday"
- "King of the Stereo"

#### Cinco Diablo(2008)
- "Family Reunion"
- "How Could You?"
- "Southern Girls"

#### Under Your Skin(2011)
- "Nothing"
- "Badass"

#### In It to Win It(2013)
- "In It to Win It"
- "Redneck Freakshow"

#### Rise Up(2014)
- "Rise Up"

#### Love, Lies & Therapy(2016)
- "Tragic Kind of Love"
- "Rx"

#### 10 Lives(2018)
- "Some Thing About Love"

### Singlar utan album
- "All Around the World" (2012)